# بارگاهی
بارگاهی، روستایی است از توابع بخش مرکزی در شهرستان دشتستان استان بوشهر ایران.

## جمعیت
این روستا در دهستان دالکی قرار داشته و بر اساس سرشماری سال ۱۳۸۵ جمعیت آن ۲۶۷نفر (۴۹خانوار) می‌باشد.